# Калмиков Григорій Одіссейович
Григорій Одіссейович Калмиков (21 листопада 1873—1942) — український художник-пейзажист, випускник Імператорської Академії мистецтв .
Народився в м Керч. У 1889 р. був учнем І. К. Айвазовського у Феодосії, в 1893 році закінчив Одеську школу малювання, в якій був учнем К. К. Костанді, а з 1893 по 1895 рр. навчався в Імператорській академії мистецтв і був одним з найталановитіших учнів А. І. Куїнджі.
У 1895 він отримав звання класного художника 3-го ступеня, а в 1897 р. — звання художника. У 1900 р відбулася його персональна виставка в Санкт-Петербурзі, в 1901 р. демонстрував свої роботи в Мюнхені. З 1910 був членом товариства імені Куїнджі.
Жив в Санкт-Петербурзі (Ленінграді). Загинув в 1942 р під час блокади Ленінграда.
Калмиков писав в основному пейзажі на морську тему, часто їздив до Криму. Його пензлю належать такі роботи, як «Місячна ніч в Кікенеїзі», «Туманний ранок», «Прибій у залізних скель» і «Сутінки».